# Francesco Rezzesi
Francesco Domenico Rezzesi (* 7. Januar 1902 in Sondrio; † 30. Juni 1990 in Reggio nell’Emilia) war ein italienischer Mediziner bzw. Pathologe.
Rezzesi war Ordinarius der allgemeinen Pathologie und der experimentellen Medizin an der Universität Parma.
1932 züchtete er als erster Gewebefragmente von verschiedenen Organen in vivo.